# Земля Ван-Димена
Земля Ван-Димена (англ. Van Diemen's Land) — первоначальное название, использовавшееся европейскими исследователями и поселенцами для определения острова Тасмания, расположенного к югу от Австралии. Первым европейцем, открывшим остров, стал голландский мореплаватель Абел Тасман. Он назвал вновь открытую землю в честь Антони ван Димена, бывшего тогда генерал-губернатором голландских колоний в Ост-Индии, который послал Тасмана в экспедицию по исследованию южных морей.
В 1803 году на острове появилась британская колония, представлявшая собой каторжное поселение. Колония носила название Земли Ван-Димена и была частью британской колонии Новый Южный Уэльс. В 1824 году Земля Ван-Димена стала отдельной колонией, в 1856 году, когда был образован первый парламент, она, как и остров, была переименована в Тасманию.
В 2009 году был снят одноимённый фильм «Земля Ван-Димена» (Van Diemen’s Land) режиссёра Джонатана ауф дер Хайде. По сюжету фильма, в 1822 году в окрестностях залива Маккуори восемь осуждённых сбежали из исправительной колонии, после чего им пришлось бороться за жизнь в тяжёлых природных условиях Земли Ван-Димена.